# Copa Libertadores 2015
Die Copa Libertadores 2015, aufgrund des Sponsorings auch Copa Bridgestone Libertadores, war die 56. Ausspielung des wichtigsten südamerikanischen Fußballwettbewerbs für Vereinsmannschaften. In der Saison 2015 nahmen insgesamt 38 Mannschaften teil, 35 aus den zehn Mitgliedsverbänden der CONMEBOL, darunter Titelverteidiger Club Atlético San Lorenzo de Almagro aus Argentinien und River Plate dem Sieger der Copa Sudamericana 2014 ebenfalls aus Argentinien sowie 3 aus Mexiko. Das Turnier begann am 4. Februar mit der Qualifikationsrunde.

## Teilnehmende Mannschaften
Die folgenden Mannschaften nahmen an der Copa Libertadores 2015 teil. Da der CA San Lorenzo als Titelverteidiger automatisch qualifiziert war, durfte Argentinien sechs statt der üblichen fünf Teilnehmer zum Turnier entsenden, wobei zwei in die Qualifikation mussten. Mexiko, das eigentlich der CONCACAF angehört, sandte nach Einladung drei Mannschaften zum Turnier, von denen zwei in die Qualifikation mussten. Die Mannschaften, die in die Qualifikation für die Hauptrunde gehen mussten, sind in der Tabelle mit einem (Q) gekennzeichnet.
| Land                            | Verein                               | Qualifikationsgrund                                                                                        |
| ------------------------------- | ------------------------------------ | --- |
| Argentinien 6 Startplätze       | Club Atlético San Lorenzo de Almagro | Titelverteidiger                                                                                           |
| Argentinien 6 Startplätze       | Club Atlético Huracán                | Copa Argentina Gewinner 2014                                                                               |
| Argentinien 6 Startplätze       | Boca Juniors                         | Primera División Gewinner 2013–2014                                                                        |
| Argentinien 6 Startplätze       | River Plate                          | Gewinner Torneo Final                                                                                      |
| Argentinien 6 Startplätze       | Racing Club (Avellaneda)             | Gewinner Torneo Inicial 2014                                                                               |
| Argentinien 6 Startplätze       | Estudiantes de La Plata (Q)          | Bester argentinischer Vertreter der Copa Sudamericana 2014, der sich nicht anderweitig qualifiziert hatte. |
| Bolivien 3 Startplätze          | Universitario de Sucre               | Meister 2014                                                                                               |
| Bolivien 3 Startplätze          | Club San José                        | Zweiter der Meisterschaften 2014                                                                           |
| Bolivien 3 Startplätze          | Club The Strongest (Q)               | Dritter 2014                                                                                               |
| Brasilien 5 Startplätze         | Atlético Mineiro                     | Pokalsieger 2014                                                                                           |
| Brasilien 5 Startplätze         | Cruzeiro Belo Horizonte              | Meister 2014                                                                                               |
| Brasilien 5 Startplätze         | FC São Paulo                         | Zweiter 2014                                                                                               |
| Brasilien 5 Startplätze         | Internacional Porto Alegre (Q)       | Dritter 2014                                                                                               |
| Brasilien 5 Startplätze         | Corinthians São Paulo (Q)            | Vierter 2014                                                                                               |
| Chile 3 Startplätze             | CSD Colo-Colo                        | Meister 2014                                                                                               |
| Chile 3 Startplätze             | CF Universidad de Chile              | Meister Apertura 2014                                                                                      |
| Chile 3 Startplätze             | CD Palestino (Q)                     | Meister Apertura Liguilla 2014                                                                             |
| Ecuador 3 Startplätze           | Club Sport Emelec                    | Meister 2014                                                                                               |
| Ecuador 3 Startplätze           | Barcelona Sporting Club              | Zweiter 2014                                                                                               |
| Ecuador 3 Startplätze           | Independiente del Valle (Q)          | Dritter 2014                                                                                               |
| Kolumbien 3 Startplätze         | Atlético Nacional                    | Meister der Apertura 2014                                                                                  |
| Kolumbien 3 Startplätze         | Independiente Santa Fe               | Meister der Finalización 2014                                                                              |
| Kolumbien 3 Startplätze         | Once Caldas (Q)                      | Zweiter in der Gesamttabelle 2014 (ohne Meister)                                                           |
| Mexiko (CONCACAF) 3 Startplätze | UANL Tigres                          | Punktbestes Team der Apertura 2014                                                                         |
| Mexiko (CONCACAF) 3 Startplätze | Atlas Guadalajara                    | Zweitplatzierter der Apertura 2014                                                                         |
| Mexiko (CONCACAF) 3 Startplätze | Monarcas Morelia (Q)                 | Meister Supercopa MX 2014                                                                                  |
| Paraguay 3 Startplätze          | Club Libertad                        | Meister der Clausura 2014                                                                                  |
| Paraguay 3 Startplätze          | Club Guaraní                         | Zweiter der Apertura 2014                                                                                  |
| Paraguay 3 Startplätze          | Club Cerro Porteño (Q)               | Erster in der Gesamttabelle (ohne Meister)                                                                 |
| Peru 3 Startplätze              | Sporting Cristal                     | Meister 2014                                                                                               |
| Peru 3 Startplätze              | Juan Aurich                          | Zweiter 2014                                                                                               |
| Peru 3 Startplätze              | Alianza Lima (Q)                     | Meister Torneio del Inca 2014                                                                              |
| Uruguay 3 Startplätze           | Danubio FC                           | Meister 2014                                                                                               |
| Uruguay 3 Startplätze           | Montevideo Wanderers                 | Zweiter 2014                                                                                               |
| Uruguay 3 Startplätze           | Nacional Montevideo (Q)              | Bestplatzierter Nichtfinalist                                                                              |
| Venezuela 3 Startplätze         | Zamora FC                            | Meister 2014                                                                                               |
| Venezuela 3 Startplätze         | AC Mineros de Guayana                | Zweiter 2014                                                                                               |
| Venezuela 3 Startplätze         | Deportivo Táchira FC (Q)             | Bestplatzierter Nichtfinalist 2014                                                                         |

Anmerkungen:
1. ↑  Die 3 erstplatzierten Teams sind für die CONCACAF Champions League 2014/15 qualifiziert und somit nicht für die Copa Libertadores 2015 spielberechtigt.

## Modus
Bei Punktgleichheit in der Gruppenphase war die Tordifferenz für das Weiterkommen maßgebend, dann die Anzahl der erzielten Tore, danach die der auswärts erzielten Treffer. Waren auch diese gleich, entscheidet das Los. In den K.-o.-Runden galt bei Punkt- und Torgleichheit ebenfalls die Auswärtstorregel. War deren Anzahl gleich folgte ohne Verlängerung sofort ein Elfmeterschießen. Lediglich im Finale war bei unentschiedenem Spielstand nach 90 Minuten vor dem Elfmeterschießen noch eine Verlängerung vorgesehen.

## Qualifikation
Die Hinspiele fanden ab 4. Februar, die Rückspiele ab 11. Februar 2015 statt. Das erstgenannte Team hatte im Hinspiel Heimrecht, das zweite im Rückspiel.
|                         | Gesamt |                         | Hinspiel | Rückspiel |
| ----------------------- | ------ | ----------------------- | -------- | --------- |
| Alianza Lima            | 0:4    | Club Atlético Huracán   | 0:4      | 0:0       |
| Monarcas Morelia        | 1:3    | Club The Strongest      | 1:1      | 0:2       |
| Deportivo Táchira FC    | 4:3    | Club Cerro Porteño      | 2:1      | 2:2       |
| Independiente del Valle | 1:4    | Estudiantes de La Plata | 1:0      | 0:4       |
| CD Palestino            | 2:2    | Nacional Montevideo     | 1:0      | 1:2       |
| Corinthians São Paulo   | 5:1    | Once Caldas             | 4:0      | 1:1       |

## Gruppenphase

### Gruppe 1
| Pl. | Verein                 | Sp. | S | U | N | Tore    | Diff. | Punkte |
| --- | ---------------------- | --- | - | - | - | ------- | ----- | ------ |
| 1.  | Independiente Santa Fe | 6   | 4 | 0 | 2 | 010:500 | +5    | 12     |
| 2.  | Atlético Mineiro       | 6   | 3 | 0 | 3 | 005:400 | +1    | 09     |
| 3.  | CSD Colo-Colo          | 6   | 3 | 0 | 3 | 008:900 | −1    | 09     |
| 4.  | Atlas Guadalajara      | 6   | 2 | 0 | 4 | 004:900 | −5    | 06     |

| 17. Februar 2015       |     |                        |                                        |
| Atlas Guadalajara      | 0:1 | Independiente Santa Fe | Estadio Jalisco                        |
| 18. Februar 2015       |     |                        |                                        |
| CSD Colo-Colo          | 2:0 | Atlético Mineiro       | Estadio Monumental (Santiago de Chile) |
| 25. Februar 2015       |     |                        |                                        |
| Atlético Mineiro       | 0:1 | Atlas Guadalajara      | Estádio Governador Magalhães Pinto     |
| 26. Februar 2015       |     |                        |                                        |
| Independiente Santa Fe | 3:1 | CSD Colo-Colo          | Estadio Nemesio Camacho                |
| 4. März 2015           |     |                        |                                        |
| CSD Colo-Colo          | 2:0 | Atlas Guadalajara      | Estadio Monumental (Santiago de Chile) |
| 18. März 2015          |     |                        |                                        |
| Independiente Santa Fe | 0:1 | Atlético Mineiro       | Estadio Nemesio Camacho                |
| 7. April 2015          |     |                        |                                        |
| Atlas Guadalajara      | 1:3 | CSD Colo-Colo          | Estadio Jalisco                        |
| 8. April 2015          |     |                        |                                        |
| Atlético Mineiro       | 2:0 | Independiente Santa Fe | Estádio Governador Magalhães Pinto     |
| 15. April 2015         |     |                        |                                        |
| Atlas Guadalajara      | 1:0 | Atlético Mineiro       | Estadio Jalisco                        |
| CSD Colo-Colo          | 0:3 | Independiente Santa Fe | Estadio Monumental (Santiago de Chile) |
| 22. April 2015         |     |                        |                                        |
| Atlético Mineiro       | 2:0 | CSD Colo-Colo          | Estádio Governador Magalhães Pinto     |
| Independiente Santa Fe | 3:1 | Atlas Guadalajara      | Estadio Nemesio Camacho                |

### Gruppe 2
| Pl. | Verein                               | Sp. | S | U | N | Tore    | Diff. | Punkte |
| --- | ------------------------------------ | --- | - | - | - | ------- | ----- | ------ |
| 1.  | Corinthians São Paulo                | 6   | 4 | 1 | 1 | 009:300 | +6    | 13     |
| 2.  | FC São Paulo                         | 6   | 4 | 0 | 2 | 009:400 | +5    | 12     |
| 3.  | Club Atlético San Lorenzo de Almagro | 6   | 2 | 1 | 3 | 003:400 | −1    | 07     |
| 4.  | Danubio FC                           | 6   | 1 | 0 | 5 | 004:140 | −10   | 03     |

| 18. Februar 2015                     |     |                                      |                                |
| Corinthians São Paulo                | 2:0 | FC São Paulo                         | Arena Corinthians              |
| 19. Februar 2015                     |     |                                      |                                |
| Danubio FC                           | 1:2 | Club Atlético San Lorenzo de Almagro | Estadio Jardines del Hipódromo |
| 25. Februar 2015                     |     |                                      |                                |
| FC São Paulo                         | 4:0 | Danubio FC                           | Estádio do Morumbi             |
| 4. März 2015                         |     |                                      |                                |
| Club Atlético San Lorenzo de Almagro | 0:1 | Corinthians São Paulo                | Estadio Pedro Bidegain         |
| 17. März 2015                        |     |                                      |                                |
| Danubio FC                           | 1:2 | Corinthians São Paulo                | Estadio Jardines del Hipódromo |
| 18. März 2015                        |     |                                      |                                |
| FC São Paulo                         | 1:0 | Club Atlético San Lorenzo de Almagro | Estádio do Morumbi             |
| 1. April 2015                        |     |                                      |                                |
| Club Atlético San Lorenzo de Almagro | 1:0 | FC São Paulo                         | Estadio Pedro Bidegain         |
| Corinthians São Paulo                | 4:0 | Danubio FC                           | Arena Corinthians              |
| 15. April 2015                       |     |                                      |                                |
| Danubio FC                           | 1:2 | FC São Paulo                         | Estadio Jardines del Hipódromo |
| 16. April 2015                       |     |                                      |                                |
| Corinthians São Paulo                | 0:0 | Club Atlético San Lorenzo de Almagro | Arena Corinthians              |
| 22. April 2015                       |     |                                      |                                |
| Club Atlético San Lorenzo de Almagro | 0:1 | Danubio FC                           | Estadio Pedro Bidegain         |
| FC São Paulo                         | 2:0 | Corinthians São Paulo                | Estádio do Morumbi             |

### Gruppe 3
| Pl. | Verein                  | Sp. | S | U | N | Tore    | Diff. | Punkte |
| --- | ----------------------- | --- | - | - | - | ------- | ----- | ------ |
| 1.  | Cruzeiro Belo Horizonte | 6   | 3 | 2 | 1 | 008:300 | +5    | 11     |
| 2.  | Universitario de Sucre  | 6   | 2 | 3 | 1 | 004:300 | +1    | 09     |
| 3.  | Club Atlético Huracán   | 6   | 1 | 4 | 1 | 006:700 | −1    | 07     |
| 4.  | AC Mineros de Guayana   | 6   | 1 | 1 | 4 | 005:100 | −5    | 04     |

| 24. Februar 2015        |     |                         |                                    |
| Club Atlético Huracán   | 2:2 | AC Mineros de Guayana   | Estadio Tomás Adolfo Ducó          |
| 24. Februar 2015        |     |                         |                                    |
| Universitario de Sucre  | 0:0 | Cruzeiro Belo Horizonte | Estadio Olímpico Patria            |
| 3. März 2015            |     |                         |                                    |
| AC Mineros de Guayana   | 0:1 | Universitario de Sucre  | Estadio Polideportivo Cachamay     |
| Cruzeiro Belo Horizonte | 0:0 | Club Atlético Huracán   | Estádio Governador Magalhães Pinto |
| 10. März 2015           |     |                         |                                    |
| Universitario de Sucre  | 0:0 | Club Atlético Huracán   | Estadio Olímpico Patria            |
| 19. März 2015           |     |                         |                                    |
| AC Mineros de Guayana   | 0:2 | Cruzeiro Belo Horizonte | Estadio Polideportivo Cachamay     |
| 8. April 2015           |     |                         |                                    |
| Club Atlético Huracán   | 1:1 | Universitario de Sucre  | Estadio Tomás Adolfo Ducó          |
| Cruzeiro Belo Horizonte | 3:0 | AC Mineros de Guayana   | Estádio Governador Magalhães Pinto |
| 14. April 2015          |     |                         |                                    |
| Club Atlético Huracán   | 3:1 | Cruzeiro Belo Horizonte | Estadio Tomás Adolfo Ducó          |
| Universitario de Sucre  | 2:0 | AC Mineros de Guayana   | Estadio Olímpico Patria            |
| 21. April 2015          |     |                         |                                    |
| Cruzeiro Belo Horizonte | 2:0 | Universitario de Sucre  | Estádio Governador Magalhães Pinto |
| AC Mineros de Guayana   | 3:0 | Club Atlético Huracán   | Estadio Polideportivo Cachamay     |

### Gruppe 4
| Pl. | Verein                     | Sp. | S | U | N | Tore    | Diff. | Punkte |
| --- | -------------------------- | --- | - | - | - | ------- | ----- | ------ |
| 1.  | Internacional Porto Alegre | 6   | 4 | 1 | 1 | 013:700 | +6    | 13     |
| 2.  | Club Sport Emelec          | 6   | 3 | 1 | 2 | 009:500 | +4    | 10     |
| 3.  | Club The Strongest         | 6   | 3 | 0 | 3 | 010:110 | −1    | 09     |
| 4.  | CF Universidad de Chile    | 6   | 1 | 0 | 5 | 007:160 | −9    | 03     |

| 17. Februar 2015           |     |                            |                           |
| CF Universidad de Chile    | 0:1 | Club Sport Emelec          | Estadio Nacional de Chile |
| Club The Strongest         | 3:1 | Internacional Porto Alegre | Estadio Hernando Siles    |
| 24. Februar 2015           |     |                            |                           |
| Club Sport Emelec          | 3:0 | Club The Strongest         | Estadio George Capwell    |
| 26. Februar 2015           |     |                            |                           |
| Internacional Porto Alegre | 3:1 | CF Universidad de Chile    | Estádio Beira-Rio         |
| 4. März 2015               |     |                            |                           |
| Internacional Porto Alegre | 3:2 | Club Sport Emelec          | Estádio Beira-Rio         |
| 5. März 2015               |     |                            |                           |
| CF Universidad de Chile    | 3:1 | Club The Strongest         | Estadio Nacional de Chile |
| 18. März 2015              |     |                            |                           |
| Club The Strongest         | 5:3 | CF Universidad de Chile    | Estadio Hernando Siles    |
| 18. März 2015              |     |                            |                           |
| Club Sport Emelec          | 1:1 | Internacional Porto Alegre | Estadio George Capwell    |
| 14. April 2015             |     |                            |                           |
| Club The Strongest         | 1:0 | Club Sport Emelec          | Estadio Hernando Siles    |
| 16. April 2015             |     |                            |                           |
| CF Universidad de Chile    | 0:4 | Internacional Porto Alegre | Estadio Nacional de Chile |
| 22. April 2015             |     |                            |                           |
| Club Sport Emelec          | 2:0 | CF Universidad de Chile    | Estadio George Capwell    |
| Internacional Porto Alegre | 1:0 | Club The Strongest         | Estádio Beira-Rio         |

### Gruppe 5
| Pl. | Verein               | Sp. | S | U | N | Tore    | Diff. | Punkte |
| --- | -------------------- | --- | - | - | - | ------- | ----- | ------ |
| 1.  | Boca Juniors         | 6   | 6 | 0 | 0 | 019:200 | +17   | 18     |
| 2.  | Montevideo Wanderers | 6   | 3 | 1 | 2 | 009:800 | +1    | 10     |
| 3.  | CD Palestino         | 6   | 2 | 1 | 3 | 006:600 | ±0    | 07     |
| 4.  | Zamora FC            | 6   | 0 | 0 | 6 | 003:210 | −18   | 0      |

| 17. Februar 2015     |     |                      |                                  |
| Montevideo Wanderers | 3:2 | Zamora FC            | Estadio Alfredo Víctor Viera     |
| 18. Februar 2015     |     |                      |                                  |
| CD Palestino         | 0:2 | Boca Juniors         | Estadio Municipal de La Cisterna |
| 26. Februar 2015     |     |                      |                                  |
| Boca Juniors         | 2:1 | Montevideo Wanderers | La Bombonera                     |
| Zamora FC            | 0:1 | CD Palestino         | Estadio Agustín Tovar            |
| 10. März 2015        |     |                      |                                  |
| Montevideo Wanderers | 1:0 | CD Palestino         | Estadio Alfredo Víctor Viera     |
| 11. März 2015        |     |                      |                                  |
| Boca Juniors         | 5:0 | Zamora FC            | La Bombonera                     |
| 17. März 2015        |     |                      |                                  |
| Zamora FC            | 1:5 | Boca Juniors         | Estadio Agustín Tovar            |
| 19. März 2015        |     |                      |                                  |
| CD Palestino         | 1:1 | Montevideo Wanderers | Estadio Municipal de La Cisterna |
| 7. April 2015        |     |                      |                                  |
| CD Palestino         | 4:0 | Zamora FC            | Estadio Municipal de La Cisterna |
| 9. April 2015        |     |                      |                                  |
| Montevideo Wanderers | 0:3 | Boca Juniors         | Estadio Alfredo Víctor Viera     |
| 16. April 2015       |     |                      |                                  |
| Zamora FC            | 0:3 | Montevideo Wanderers | Estadio Agustín Tovar            |
| Boca Juniors         | 2:0 | CD Palestino         | La Bombonera                     |

### Gruppe 6
| Pl. | Verein        | Sp. | S | U | N | Tore    | Diff. | Punkte |
| --- | ------------- | --- | - | - | - | ------- | ----- | ------ |
| 1.  | UANL Tigres   | 6   | 4 | 2 | 0 | 016:700 | +9    | 14     |
| 2.  | River Plate   | 6   | 1 | 4 | 1 | 008:700 | +1    | 07     |
| 3.  | Juan Aurich   | 6   | 1 | 3 | 2 | 009:110 | −2    | 06     |
| 4.  | Club San José | 6   | 1 | 1 | 4 | 003:110 | −8    | 04     |

| 18. Februar 2015 |     |               |                                             |
| UANL Tigres      | 3:0 | Juan Aurich   | Estadio Universitario                       |
| 19. Februar 2015 |     |               |                                             |
| Club San José    | 2:0 | River Plate   | Estadio Jesús Bermúdez                      |
| 5. März          |     |               |                                             |
| River Plate      | 1:1 | UANL Tigres   | Estadio Monumental Antonio Vespucio Liberti |
| Juan Aurich      | 2:0 | Club San José | Estadio Elías Aguirre                       |
| 11. März 2015    |     |               |                                             |
| Club San José    | 0:1 | UANL Tigres   | Estadio Jesús Bermúdez                      |
| 12. März 2015    |     |               |                                             |
| Juan Aurich      | 1:1 | River Plate   | Estadio Elías Aguirre                       |
| 17. März 2015    |     |               |                                             |
| UANL Tigres      | 4:0 | Club San José | Estadio Universitario                       |
| 19. März 2015    |     |               |                                             |
| River Plate      | 1:1 | Juan Aurich   | Estadio Monumental Antonio Vespucio Liberti |
| 7. April 2015    |     |               |                                             |
| Club San José    | 1:1 | Juan Aurich   | Estadio Jesús Bermúdez                      |
| 8. April 2015    |     |               |                                             |
| UANL Tigres      | 2:2 | River Plate   | Estadio Universitario                       |
| 15. April 2015   |     |               |                                             |
| River Plate      | 3:0 | Club San José | Estadio Monumental Antonio Vespucio Liberti |
| Juan Aurich      | 4:5 | UANL Tigres   | Estadio Elías Aguirre                       |

### Gruppe 7
| Pl. | Verein                  | Sp. | S | U | N | Tore    | Diff. | Punkte |
| --- | ----------------------- | --- | - | - | - | ------- | ----- | ------ |
| 1.  | Atlético Nacional       | 6   | 3 | 2 | 1 | 012:700 | +5    | 11     |
| 2.  | Estudiantes de La Plata | 6   | 3 | 1 | 2 | 007:300 | +4    | 10     |
| 3.  | Club Libertad           | 6   | 2 | 2 | 2 | 005:800 | −3    | 08     |
| 4.  | Barcelona Sporting Club | 6   | 1 | 1 | 4 | 005:110 | −6    | 04     |

| 19. Februar 2015        |     |                         |                                    |
| Club Libertad           | 2:2 | Atlético Nacional       | Estadio Dr. Nicolás Leoz           |
| 25. Februar 2015        |     |                         |                                    |
| Estudiantes de La Plata | 3:0 | Barcelona Sporting Club | Estadio Jorge Luis Hirschi         |
| 3. März 2015            |     |                         |                                    |
| Barcelona Sporting Club | 0:1 | Club Libertad           | Estadio Monumental Banco Pichincha |
| 5. März 2015            |     |                         |                                    |
| Atlético Nacional       | 1:1 | Estudiantes de La Plata | Estadio Atanasio Girardot          |
| 11. März 2015           |     |                         |                                    |
| Barcelona Sporting Club | 1:2 | Atlético Nacional       | Estadio Monumental Banco Pichincha |
| 12. März 2015           |     |                         |                                    |
| Club Libertad           | 1:0 | Estudiantes de La Plata | Estadio Dr. Nicolás Leoz           |
| 18. März 2015           |     |                         |                                    |
| Estudiantes de La Plata | 1:0 | Club Libertad           | Estadio Jorge Luis Hirschi         |
| 19. März 2015           |     |                         |                                    |
| Atlético Nacional       | 2:3 | Barcelona Sporting Club | Estadio Atanasio Girardot          |
| 8. April 2015           |     |                         |                                    |
| Club Libertad           | 1:1 | Barcelona Sporting Club | Estadio Dr. Nicolás Leoz           |
| Estudiantes de La Plata | 0:1 | Atlético Nacional       | Estadio Jorge Luis Hirschi         |
| 21. April 2015          |     |                         |                                    |
| Atlético Nacional       | 4:0 | Club Libertad           | Estadio Atanasio Girardot          |
| Barcelona Sporting Club | 0:2 | Estudiantes de La Plata | Estadio Monumental Banco Pichincha |

### Gruppe 8
| Pl. | Verein                   | Sp. | S | U | N | Tore    | Diff. | Punkte |
| --- | ------------------------ | --- | - | - | - | ------- | ----- | ------ |
| 1.  | Racing Club (Avellaneda) | 6   | 4 | 0 | 2 | 015:700 | +8    | 12     |
| 2.  | Club Guaraní             | 6   | 2 | 3 | 1 | 012:100 | +2    | 09     |
| 3.  | Sporting Cristal         | 6   | 1 | 4 | 1 | 006:700 | −1    | 07     |
| 4.  | Deportivo Táchira FC     | 6   | 0 | 3 | 3 | 006:150 | −9    | 03     |

| 17. Februar 2015         |     |                          |                                       |
| Deportivo Táchira FC     | 0:5 | Racing Club (Avellaneda) | Estadio Polideportivo de Pueblo Nuevo |
| 18. Februar 2015         |     |                          |                                       |
| Club Guaraní             | 2:2 | Sporting Cristal         | Estadio Rogelio Livieres              |
| 24. Februar 2015         |     |                          |                                       |
| Racing Club (Avellaneda) | 4:1 | Club Guaraní             | Estadio Presidente Perón              |
| Sporting Cristal         | 1:1 | Deportivo Táchira FC     | Estadio Alberto Gallardo              |
| 10. März 2015            |     |                          |                                       |
| Club Guaraní             | 5:2 | Deportivo Táchira FC     | Estadio Rogelio Livieres              |
| Racing Club (Avellaneda) | 1:2 | Sporting Cristal         | Estadio Presidente Perón              |
| 17. März 2015            |     |                          |                                       |
| Sporting Cristal         | 0:2 | Racing Club (Avellaneda) | Estadio Alberto Gallardo              |
| 18. März 2015            |     |                          |                                       |
| Deportivo Táchira FC     | 1:1 | Club Guaraní             | Estadio Polideportivo de Pueblo Nuevo |
| 7. April 2015            |     |                          |                                       |
| Club Guaraní             | 2:0 | Racing Club (Avellaneda) | Estadio Rogelio Livieres              |
| 8. April 2015            |     |                          |                                       |
| Deportivo Táchira FC     | 0:0 | Sporting Cristal         | Estadio Polideportivo de Pueblo Nuevo |
| 14. April 2015           |     |                          |                                       |
| Sporting Cristal         | 1:1 | Club Guaraní             | Estadio Alberto Gallardo              |
| Racing Club (Avellaneda) | 3:2 | Deportivo Táchira FC     | Estadio Presidente Perón              |

## Finalrunde

### Setzliste
Für das Achtelfinale qualifizierten sich jeweils der Erste und Zweite jeder Gruppe.
Die Spiele wurden nicht ausgelost, sondern über eine Setzliste bestimmt. An die acht Gruppensieger wurden entsprechend ihrer Rangfolge die Startnummern 1 bis 8 vergeben, der beste Gruppensieger erhielt also die 1, der zweitbeste Gruppensieger die 2 usw. Die acht Gruppenzweiten erhielten die Startnummern 9 bis 16. Im Achtelfinale spielten dann 1 – 16, 2 – 15, 3 – 14 …, also der beste Gruppenerste gegen den schlechtesten Gruppenzweiten usw.
Die nachstehende Übersicht gibt die Tabelle der Erst- und Zweitplatzierten der Gruppenphase an.
| 1                                        | Boca Juniors               | 18 | +17 |
| 2                                        | UANL Tigres                | 14 | +9  |
| 3                                        | Internacional Porto Alegre | 13 | +6  |
| 4                                        | Corinthians São Paulo      | 13 | +6  |
| 5                                        | Racing Club (Avellaneda)   | 12 | +8  |
| 6                                        | Independiente Santa Fe     | 12 | +5  |
| 7                                        | Atlético Nacional          | 11 | +5  |
| 8                                        | Cruzeiro Belo Horizonte    | 11 | +5  |
| 9                                        | FC São Paulo               | 12 | +5  |
| 10                                       | Club Sport Emelec          | 10 | +4  |
| 11                                       | Estudiantes de La Plata    | 10 | +4  |
| 12                                       | Montevideo Wanderers       | 10 | +1  |
| 13                                       | Club Guaraní               | 9  | +2  |
| 14                                       | Atlético Mineiro           | 9  | +1  |
| 15                                       | Universitario de Sucre     | 9  | +1  |
| 16                                       | River Plate                | 7  | +1  |
| Farblegende: Gruppensieger Gruppenzweite |                            |    |     |

### Turnierplan
|  | Achtelfinale               | Achtelfinale               | Achtelfinale |                            |   | Viertelfinale | Viertelfinale | Viertelfinale |  |  | Halbfinale | Halbfinale | Halbfinale |  |  | Finale | Finale | Finale |
|  |                            |                            |              |                            |   |               |               |               |  |  |            |            |            |  |  |        |        |        |
|  | Estudiantes de La Plata    | 2                          | 0            |                            |   |               |               |               |  |  |            |            |            |  |  |        |        |        |
|  | Independiente Santa Fe     | 1                          | 2            |                            |   |               |               |               |  |  |            |            |            |  |  |        |        |        |
|  | Independiente Santa Fe     | 1                          | 2            | Independiente Santa Fe     | 1 | 0             |               |               |  |  |            |            |            |  |  |        |        |        |
|  |                            |                            |              | Independiente Santa Fe     | 1 | 0             |               |               |  |  |            |            |            |  |  |        |        |        |
|  |                            | Internacional Porto Alegre | 0            | 2                          |   |               |               |               |  |  |            |            |            |  |  |        |        |        |
|  | Atlético Mineiro           | Internacional Porto Alegre | 0            | 2                          | 2 | 1             |               |               |  |  |            |            |            |  |  |        |        |        |
|  | Atlético Mineiro           |                            |              |                            | 2 | 1             |               |               |  |  |            |            |            |  |  |        |        |        |
|  | Internacional Porto Alegre | 2                          | 3            |                            |   |               |               |               |  |  |            |            |            |  |  |        |        |        |
|  | Internacional Porto Alegre | 2                          | 3            | Internacional Porto Alegre | 2 | 1             |               |               |  |  |            |            |            |  |  |        |        |        |
|  |                            |                            |              |                            |   |               |               |               |  |  |            |            |            |  |  |        |        |        |
|  |                            | UANL Tigres                | 1            | 3                          |   |               |               |               |  |  |            |            |            |  |  |        |        |        |
|  | Club Sport Emelec          | UANL Tigres                | 1            | 3                          | 2 | 0             |               |               |  |  |            |            |            |  |  |        |        |        |
|  | Club Sport Emelec          |                            |              |                            | 2 | 0             |               |               |  |  |            |            |            |  |  |        |        |        |
|  | Atlético Nacional          | 0                          | 1            |                            |   |               |               |               |  |  |            |            |            |  |  |        |        |        |
|  | Atlético Nacional          | 0                          | 1            | Club Sport Emelec          | 1 | 0             |               |               |  |  |            |            |            |  |  |        |        |        |
|  |                            |                            |              | Club Sport Emelec          | 1 | 0             |               |               |  |  |            |            |            |  |  |        |        |        |
|  |                            | UANL Tigres                | 0            | 2                          |   |               |               |               |  |  |            |            |            |  |  |        |        |        |
|  | Universitario de Sucre     | UANL Tigres                | 0            | 2                          | 1 | 1             |               |               |  |  |            |            |            |  |  |        |        |        |
|  | Universitario de Sucre     |                            |              |                            | 1 | 1             |               |               |  |  |            |            |            |  |  |        |        |        |
|  | UANL Tigres                | 2                          | 1            |                            |   |               |               |               |  |  |            |            |            |  |  |        |        |        |
|  | UANL Tigres                | 2                          | 1            | UANL Tigres                | 0 | 0             |               |               |  |  |            |            |            |  |  |        |        |        |
|  |                            |                            |              |                            |   |               |               |               |  |  |            |            |            |  |  |        |        |        |
|  |                            | River Plate                | 0            | 3                          |   |               |               |               |  |  |            |            |            |  |  |        |        |        |
|  | Montevideo Wanderers       | River Plate                | 0            | 3                          | 1 | 1             |               |               |  |  |            |            |            |  |  |        |        |        |
|  | Montevideo Wanderers       |                            |              |                            | 1 | 1             |               |               |  |  |            |            |            |  |  |        |        |        |
|  | Racing Club                | 1                          | 2            |                            |   |               |               |               |  |  |            |            |            |  |  |        |        |        |
|  | Racing Club                | 1                          | 2            | Racing Club                | 0 | 0             |               |               |  |  |            |            |            |  |  |        |        |        |
|  |                            |                            |              | Racing Club                | 0 | 0             |               |               |  |  |            |            |            |  |  |        |        |        |
|  |                            | Club Guaraní               | 1            | 0                          |   |               |               |               |  |  |            |            |            |  |  |        |        |        |
|  | Club Guaraní               | Club Guaraní               | 1            | 0                          | 2 | 1             |               |               |  |  |            |            |            |  |  |        |        |        |
|  | Club Guaraní               |                            |              |                            | 2 | 1             |               |               |  |  |            |            |            |  |  |        |        |        |
|  | Corinthians São Paulo      | 0                          | 0            |                            |   |               |               |               |  |  |            |            |            |  |  |        |        |        |
|  | Corinthians São Paulo      | 0                          | 0            | Club Guaraní               | 0 | 1             |               |               |  |  |            |            |            |  |  |        |        |        |
|  |                            |                            |              |                            |   |               |               |               |  |  |            |            |            |  |  |        |        |        |
|  |                            | River Plate                | 2            | 1                          |   |               |               |               |  |  |            |            |            |  |  |        |        |        |
|  | FC São Paulo               | River Plate                | 2            | 1                          | 1 | 0 (3)         |               |               |  |  |            |            |            |  |  |        |        |        |
|  | FC São Paulo               |                            |              |                            | 1 | 0 (3)         |               |               |  |  |            |            |            |  |  |        |        |        |
|  | Cruzeiro Belo Horizonte    | 0                          | 1 (4)        |                            |   |               |               |               |  |  |            |            |            |  |  |        |        |        |
|  | Cruzeiro Belo Horizonte    | 0                          | 1 (4)        | Cruzeiro Belo Horizonte    | 1 | 0             |               |               |  |  |            |            |            |  |  |        |        |        |
|  |                            |                            |              | Cruzeiro Belo Horizonte    | 1 | 0             |               |               |  |  |            |            |            |  |  |        |        |        |
|  |                            | River Plate                | 0            | 3                          |   |               |               |               |  |  |            |            |            |  |  |        |        |        |
|  | River Plate                | River Plate                | 0            | 3                          | 1 | 01            |               |               |  |  |            |            |            |  |  |        |        |        |
|  | River Plate                |                            |              |                            | 1 | 01            |               |               |  |  |            |            |            |  |  |        |        |        |
|  | Boca Juniors               | 0                          | 0            |                            |   |               |               |               |  |  |            |            |            |  |  |        |        |        |

1Das Rückspiel Boca Juniors gegen River Plate wurde beim Stand von 0:0 abgebrochen, nachdem Spieler von River Plate durch Zuschauer mit Pfefferspray angegriffen und verletzt worden waren, als die Mannschaft nach der Halbzeitpause zurück aufs Feld kam. Daraufhin beschloss CONMEBOL in einem Disziplinarverfahren am 16. Mai 2015 die Disqualifikation von Boca Juniors.

### Achtelfinale
Die Hinspiele fanden vom 28. April bis 7. Mai und die Rückspiele vom 5. bis 14. Mai 2015 statt.
|                         | Gesamt          |                            | Hinspiel | Rückspiel |
| ----------------------- | --------------- | -------------------------- | -------- | --------- |
| River Plate             | 1:0             | Boca Juniors               | 1:0      | 0:0       |
| FC São Paulo            | 1:1 (3:4 i. E.) | Cruzeiro Belo Horizonte    | 1:0      | 0:1 n. V. |
| Club Guaraní            | 3:0             | Corinthians São Paulo      | 2:0      | 1:0       |
| Montevideo Wanderers    | 2:3             | Racing Club (Avellaneda)   | 1:1      | 1:2       |
| Universitario de Sucre  | 2:3             | UANL Tigres                | 1:2      | 1:1       |
| Club Sport Emelec       | 2:1             | Atlético Nacional          | 2:0      | 0:1       |
| Atlético Mineiro        | 3:5             | Internacional Porto Alegre | 2:2      | 1:3       |
| Estudiantes de La Plata | 2:3             | Independiente Santa Fe     | 2:1      | 0:2       |

### Viertelfinale
Die Hinspiele fanden ab 19. Mai, die Rückspiele ab 26. Mai 2015 statt.
|                        | Gesamt |                            | Hinspiel | Rückspiel |
| ---------------------- | ------ | -------------------------- | -------- | --------- |
| River Plate            | 3:1    | Cruzeiro Belo Horizonte    | 0:1      | 3:0       |
| Club Sport Emelec      | 1:2    | UANL Tigres                | 1:0      | 0:2       |
| Independiente Santa Fe | 1:2    | Internacional Porto Alegre | 1:0      | 0:2       |
| Club Guaraní           | 1:0    | Racing Club (Avellaneda)   | 1:0      | 0:0       |

### Halbfinale
Die Hinspiele fanden am 14. Juli, die Rückspiele ab 22. Juli 2015 statt.
|                            | Gesamt |              | Hinspiel | Rückspiel |
| -------------------------- | ------ | ------------ | -------- | --------- |
| Internacional Porto Alegre | 3:4    | UANL Tigres  | 2:1      | 1:3       |
| River Plate                | 3:1    | Club Guaraní | 2:0      | 1:1       |

## Finale

### Hinspiel
| UANL Tigres                                                                            | UANL Tigres | River Plate | River Plate | Aufstellung                               |
| -------------------------------------------------------------------------------------- | --- | --- | ----------- | ----------------------------------------- |
| UANL Tigres                                                                            | \| 29. Juli 2015 um 20:00 Uhr (UTC−5) in San Nicolás de los Garza (Estadio Universitario) \| \| Ergebnis: 0:0 \| \| Schiedsrichter: Antonio Arias ( Paraguay) \| \| Spielbericht \|                                                                                       | \| 29. Juli 2015 um 20:00 Uhr (UTC−5) in San Nicolás de los Garza (Estadio Universitario) \| \| Ergebnis: 0:0 \| \| Schiedsrichter: Antonio Arias ( Paraguay) \| \| Spielbericht \| | River Plate | Aufstellung UANL Tigres gegen River Plate |
| UANL Tigres                                                                            | Nahuel Guzmán – Israel Jiménez, Hugo Ayala (41. José Arturo Rivas), Juninho , Jorge Torres Nilo – Jürgen Damm, Guido Pizarro, Egidio Arévalo Ríos (70. Jesús Dueñas), Damián Ariel Álvarez – Rafael Sóbis, André-Pierre Gignac Cheftrainer: Ricardo Ferretti ( Brasilien) | Marcelo Barovero – Gabriel Mercado, Jonathan Maidana, Ramiro Funes Mori, Leonel Vangioni – Leonardo Ponzio (76. Luis González), Carlos Sánchez, Matías Kranevitter, Tabaré Viudez (46. Gonzalo Martínez) – Rodrigo Mora (46. Nicolás Bertolo), Lucas Alario Cheftrainer: Marcelo Gallardo | River Plate | Aufstellung UANL Tigres gegen River Plate |
| UANL Tigres                                                                            | Rafael Sóbis (32.), Jürgen Damm (54.) | Leonel Vangioni (4.), Gabriel Mercado (42.), Leonardo Ponzio (64.) | River Plate | Aufstellung UANL Tigres gegen River Plate |
| 29. Juli 2015 um 20:00 Uhr (UTC−5) in San Nicolás de los Garza (Estadio Universitario) | | |             |                                           |
| Ergebnis: 0:0                                                                          | | |             |                                           |
| Schiedsrichter: Antonio Arias ( Paraguay)                                              | | |             |                                           |
| Spielbericht                                                                           | | |             |                                           |

### Rückspiel
| River Plate                                                                                       | River Plate | UANL Tigres | UANL Tigres | Aufstellung                               |
| ------------------------------------------------------------------------------------------------- | --- | --- | ----------- | ----------------------------------------- |
| River Plate                                                                                       | \| 5. August 2015 um 22:00 Uhr (UTC−3) in Buenos Aires (Estadio Monumental Antonio Vespucio Liberti) \| \| Ergebnis: 3:0 (1:0) \| \| Schiedsrichter: Darío Ubriaco ( Uruguay) \| \| Spielbericht \|                                                                                                 | \| 5. August 2015 um 22:00 Uhr (UTC−3) in Buenos Aires (Estadio Monumental Antonio Vespucio Liberti) \| \| Ergebnis: 3:0 (1:0) \| \| Schiedsrichter: Darío Ubriaco ( Uruguay) \| \| Spielbericht \|                                                                                 | UANL Tigres | Aufstellung River Plate gegen UANL Tigres |
| River Plate                                                                                       | Marcelo Barovero – Camilo Mayada, Jonathan Maidana, Ramiro Funes Mori, Leonel Vangioni – Carlos Sánchez, Leonardo Ponzio, Matías Kranevitter (82. Luis González), Nicolás Bertolo, Lucas Alario (69. Sebastián Driussi), Fernando Cavenaghi (77. Leonardo Pisculichi) Cheftrainer: Marcelo Gallardo | Nahuel Guzmán – Israel Jiménez (77. Joffre David Guerrón Méndez), José Arturo Rivas, Juninho , Jorge Torres Nilo – Jürgen Damm, Guido Pizarro, Egidio Arévalo Ríos (64. Jesús Dueñas), Javier Aquino – Rafael Sóbis, André-Pierre Gignac Cheftrainer: Ricardo Ferretti ( Brasilien) | UANL Tigres | Aufstellung River Plate gegen UANL Tigres |
| River Plate                                                                                       | 1:0 Lucas Alario (44.) 2:0 Carlos Sánchez (74., Elfmeter) 3:0 Ramiro Funes Mori (76.) | | UANL Tigres | Aufstellung River Plate gegen UANL Tigres |
| River Plate                                                                                       | Lucas Alario (9.), Ramiro Funes Mori (47.), Fernando Cavenaghi (56.), Carlos Sánchez (76.) | Israel Jiménez (17.), Juninho (19.), André-Pierre Gignac (22.), José Arturo Rivas (25.), Jorge Torres Nilo (72.) | UANL Tigres | Aufstellung River Plate gegen UANL Tigres |
| 5. August 2015 um 22:00 Uhr (UTC−3) in Buenos Aires (Estadio Monumental Antonio Vespucio Liberti) | | |             |                                           |
| Ergebnis: 3:0 (1:0)                                                                               | | |             |                                           |
| Schiedsrichter: Darío Ubriaco ( Uruguay)                                                          | | |             |                                           |
| Spielbericht                                                                                      | | |             |                                           |

## Beste Torschützen
| Rang | Spieler            | Klub                       | Tore |
| ---- | ------------------ | -------------------------- | ---- |
| 1    | Gustavo Bou        | Racing Club                | 8    |
| 2    | Guido Carrillo     | Estudiantes de La Plata    | 7    |
| 3    | Federico Santander | Club Guaraní               | 6    |
|      | Miller Bolaños     | Club Sport Emelec          | 6    |
| 5    | Esteban Paredes    | CSD Colo-Colo              | 5    |
|      | Valdívia           | Internacional Porto Alegre | 5    |